# 新荣乡 (洛隆县)
新荣乡，是中华人民共和国西藏自治区昌都市洛隆县下辖的一个乡镇级行政单位。

## 行政区划
新荣乡下辖以下地区：
通那村、拉加村、克多村、白托村和板凳村。